# سپیدارها
سپیدارها (انگلیسی: Aspen) نامی عمومی برای گروهی از درختان معین هستند که برخی، اما نه همۀ گونه‌های آن توسط درخت‌شناسان در سردۀ Populus جای می‌گیرند.